# Liste d'espèces de mammifères décrites entre 1991 et 1995
De nouvelles espèces vivantes sont régulièrement définies chaque année.

L'apparition d'une nouvelle espèce dans la nomenclature peut se faire de trois manières principales :
- découverte dans la nature d'une espèce totalement différente de ce qui est connu jusqu'alors,
- nouvelle interprétation d'une espèce connue qui s'avère en réalité être composée de plusieurs espèces proches mais bien distinctes. Ce mode d'apparition d'espèce est en augmentation depuis qu'il est possible d'analyser très finement le génome par des méthodes d'étude et de comparaison des ADN, ces méthodes aboutissant par ailleurs à des remaniements de la classification par une meilleure compréhension de la parenté des taxons (phylogénie). Pour ce type de création de nouvelles espèces, deux circonstances sont possibles : soit une sous-espèce déjà définie est élevée au statut d'espèce, auquel cas le nom, l'auteur et la date sont conservés, soit il est nécessaire de donner un nouveau nom à une partie de la population de l'ancienne espèce,
- découverte d'une nouvelle espèce par l'étude plus approfondie des spécimens conservés dans les musées et les collections.

Ces trois circonstances ont en commun d'être soumises au problème du nombre de spécialistes mondiaux compétents capables de reconnaître le caractère nouveau d'un spécimen. C'est une des raisons pour lesquelles le nombre d'espèces nouvelle chaque année, dans une catégorie taxinomique donnée, est à peu près constant. 
Pour bien préciser le nom complet d'une espèce, le (ou les) auteur(s) de la description doivent être indiqués à la suite du nom scientifique, ainsi que l'année de parution dans la publication scientifique. Le nom donné dans la description initiale d'une espèce est appelé le basionyme. Ce nom peut être amené à changer par la suite pour différentes raisons.
Dans la mesure du possible, ce sont les noms actuellement valides qui sont indiqués, ainsi que les découvreurs, les pays d'origine et les publications dans lesquelles les descriptions ont été faites.

## 1991

### Espèces découvertes en 1991
- Paulamys naso (Musser, 1981)

Rongeur décrit à l'état fossile de l'île de Florès sous le nom de Floresomys naso par Musser en 1981. Renommé Paulamys naso en 1986. Un individu découvert vivant en 1991.
Source : Kitchener et al., 1991.

### Espèces décrites en 1991

#### Primates
- Phaner pallescens Groves & Tattersall, 1991

Cheirogaleidé.
- Phaner parienti Groves & Tattersall, 1991

Cheirogaleidé.
- Tarsius dentatus Niemitz, Nietsch, Warter et Rumpler, 1991

Tarsiidé découvert aux Sulawesi (Indonésie)
- Tarsius dianae Niemitz, Nietsch, Warter et Rumpler, 1991 (►Wikispecies)

#### Chiroptères
- Plecotus (Plecotus) taivanus Yoshiyuki, 1991

Vespertilionidé découvert à Taiwan

#### Rongeurs
- Aborimus pomo Johnson et George, 1991

Rongeur muridé découvert en Californie.
Source : Contributions in Science (Los Angeles), 429 : 12.
- Bunomys prolatus Musser, 1991

Muridé découvert aux Sulawesi.
- Rattus hainaldi Kitchener, How et Maharadatunkamsi, 1991

Muridé découvert à Florès (Indonésie).
- Rattus sanila Flannery et White, 1991
- Rattus timorensis Kitchener, Aplin et Boeadi, 1991
- Rattus koopmani Musser et Holden, 1991

Muridé découvert aux Célèbes.

### Sous-espèces nouvelles (1991)

#### Marsupiaux
- Antechinus swainsonii insulanus Davison, 1991

Dasyuridé.

#### Chiroptères
- Artibeus intermedius koopmani Wilson, 1991

Découvert au Mexique.
- Pteropus capistratus ennisae Flannery et White, 1991

#### Primates
- Phaner furcifer electromontis Groves et Tattersall, 1991
- Phaner furcifer parienti Groves et Tattersall, 1991
- Phaner furcifer pallescens Groves er Tattersall, 1991
- Piliocolobus badius semlikiensis (Colyn, 1991)

Le nom donné à cette nouvelle espèce (basionyme) était Colobus badius semlikiensis Colyn, 1991 (►Wikispecies)

#### Rongeurs
- Spermophilus variegatus tiburonensis Jones et Manning, 1991

Découvert au Mexique.

## 1992

### Espèces décrites en 1992

#### Marsupiaux
- Petrogale coenensis Eldridge et Close, 1992

Macropodidé.
- Petrogale sharmani Eldridge et Close, 1992

Macropodidé.
- Petrogale mareeba Eldridge et Close, 1992

Macropodidé découvert dans la Queensland (Australie).
- Gracilinanus longicaudus Hershkovitz, 1992.

Source : Fieldiana : Zool., 70: 38.
Didelphidé
- Gracilinanus perijae Hershkovitz, 1992.

Source : Fieldiana : Zool., 70: 41.
Didelphidé
- Hyladelphys kalinowskii (Hershkovitz, 1992)

Marsupial didelphidé découvert en Guyane française (synonyme :Gracilinanus kalinowskii Hershkovitz, 1992)

#### Primates
- Cebus kaapori Queiroz, 1992.

Source : Goeldiana : Zool., 15: 4.
Cébidé découvert en Amazonie brésilienne.
- Callithrix mauesi Mittermeier, Ayres et Schwartz, 1992.

Source : Goeldiana : Zool., 14: 6.
Callitrichidé
- Callithrix nigriceps Ferraro et Lopes, 1992.

Source : Goeldiana : Zool., 12: 4.
Callitrichidé

#### Insectivores
- Cryptotis hondurensis Woodman et Timm, 1992[2].

Soricidé découvert au Honduras.
- Microgale dryas Jenkins, 1992

Tenrécidé.

#### Rongeurs
- Trinomys moojeni (Pessôa, Oliveira & Reis, 1992) [3].

Echimyidé. Décrit initialement sous le nom de Proechimys moojeni.
- Pearsonomys annectans Patterson, 1992

Muridé découvert au Chili. Nommé ainsi en hommage au zoologiste américain Oliver Payne Pearson (1915-2003)
- Coendou koopmani Handley et al., 1992

Rongeur découvert au Brésil.
- Apodemus hyrcanicus Vorontsov, Boyeskorov et Mezhzherin, 1992

Rongeur découvert dans le Caucase.
- Tarsomys echinatus Musser et Heaney, 1992

#### Lagomorphes
- Sylvilagus obscurus Chapman, Cramer, Deppenaar et Robinson, 1992

Léporidé .

### Sous-espèces nouvelles (1992)

#### Primates
- Presbytis melalophos bicolor Aimi et Bakar, 1992

Découvert à Sumatra (Indonésie) (►Wikispecies)

#### Rongeurs
- Onychomys torridus knoxjonesi Hollander et Willig, 1992

Découvert au Mexique.

## 1993

### Espèces décrites en 1993

#### Chiroptères
- Thyroptera lavali, Pine, 1993.

Source : Mammalia, 57: 213–214.
Thyroptéridé

#### Primates
- Callithrix marcai Alperin, 1993.

Source : Bol. Museu Paraense Emilio Goeldi, Zool., 9: 325.
Callitrichidé

#### Insectivores
- Cryptotis colombiana Woodman & Timm, 1993.

Source : Fieldiana : Zool., 74: 24.
Soricidé

#### Rongeurs
- Pithecheirops otion Emmons, 1993

Rongeur muridé découvert au Sabah (île de Bornéo) .
- Microakodontomys transitorius Hershkovitz, 1993.

Rongeur découvert au Brésil (un seul spécimen, collecté en 1986).
Source : Fieldiana : Zool., 75 : 2–3.
Muridé
- Thomasomys apeco Leo & Gardner, 1993.

Source : Proc. Biol. Soc. Wash., 106: 417–418.
Muridé
- Thomasomys macrotis Gardner & Romo, 1993.

Cricétidé découvert au Pérou.
- Ctenomys pilarensis Contreras, 1993.

Source : Resumenes VI Congresso Iberoamericano de Conservacion y Zoologia de Vertebrados (Santa Cruz, Bolivia): 44.
Cténomyidé
- Trinomys eliasi (Pessoa & Dos Reis, 1993

Échimyidés.

#### Cétartiodactyles
- Pseudoryx nghetinhensis Dung, Giao, Chinh, Tuoc, Arctander et MacKinnon, 1993

Bovidé découvert au Vietnam (►Wikispecies)
.

### Sous-espèces nouvelles (1993)

#### Primates
- Callithrix argentata marcai Alperin, 1993

#### Rongeurs
- Microtus mexicanus ocotensis Alvarez zt Hernandez-Chavez, 1993

Découvert au Mexique.

#### Cétartiodactyles
- Moschus berezovskii bijiangensis Wang et Li, 1993

Yunnan et Tibet.
- Moschus berezovskii yanguiensis Wang et Ma, 1993

Découvert en Chine.
- Gazella bennettii karamii Groves, 1993[10].
- Gazella bennettii shikarii Groves, 1993[10]

### Espèces fossiles (1993)

#### Rongeurs
- Niniventer preconfucianus Zheng, 1993

Muridé découvert en Chine.

#### Cétartiodactyles
- Odobenocetops peruvianus de Muizon, 1993

Cétacé odobénocétopsidé découvert dans le Pliocène inférieur du nord du Pérou.

## 1994

### Espèces décrites en 1994

#### Marsupiaux
- Sminthopsis bindi Van Dyck Woinarski et Press, 1994

Dasyuridé.

#### Chiroptères
- Lasiurus ebenus Fazzolari-Corrêa, 1994

Chauve-souris (Vespertilionidé) découverte dans le sud-est du Brésil.
- Emballonura serii Flannery, 1994

#### Rongeurs
- Amphinectomys savavamis Malygin et al., 1994[12].
- Octodon pacificus Hutterer, 1994

Octodontidé découvert au Chili.

#### Cétarctiodactyles
- Pseudonovibos spiralis Peter et Feiler, 1994

Bovidé de la péninsule indochinoise. S'est avéré (2000-2001) avoir été décrit d'après des cornes de bovins domestiques (Bos taurus) modifiées artificiellement par des artisans locaux.

### Espèces et sous-espèces fossiles (1994)

#### Primates
- Ardipithecus ramidus White, Suwa et Asfaw, 1994

Hominidé découvert en Éthiopie.

#### Rongeurs
- Gliravus garouillensis Vianey-Liaud, 1994

Myoxidé graphiuriné.
- Miniglis minor Vianey-Liaud, 1994

Myoxidé
- Tenuiglis exiguus Vianey-Liaud, 1994

Myoxidé

#### Carnivores
- Eusmilus bidentatus ringeadei Ringeade et Michel, 1994

Nimravidé.

#### Xénarthres
- Imagocnus zazae MacPhee & Iturralde-Vinent, 1994

Mégalonychidé découvert dans le Miocène de Cuba.

#### Siréniens
- Protosiren smithae Domning et Gingerich, 1994

Découvert dans l'Éocène d'Égypte.

#### Cétartiodactyles
- Waipatia maerewhenua Fordyce, 1994

Dauphin waipatiidé découvert en Nouvelle-Zélande.

## 1995

### Espèces vivantes décrites en 1995
- Dingiso (Dendrolagus mbaiso Flannery, Boeadi et Szalay, 1995)

Marsupial (kangourou arboricole) découvert en Nouvelle-Guinée occidentale (Indonésie). Cette espèce au pelage noir et blanc était connue et révérée comme ancêtre par les Moni, habitants de la partie occidentale de la région où l'espèce a été découverte.
- Crocidura hutanis Ruedi et Vogel, 1995

Musaraigne découverte à Sumatra.
- Apomys gracilirostris Ruedas, 1995

Muridé découvert aux Philippines.
- Salinomys delicates Braun et Mares, 1995

Rongeur découvert en Argentine.
- Trinomys yonenagae Rocha, 1995

Échimyidés.
- Dasypus yepesi Vizcaíno, 1995

Tatou découvert en Argentine.
- Mesoplodon bahamondi Reyes, van Waerebeek, Cárdenas et Yañez 1995

Cétacé ziphiidé. Le spécimen décrit sous ce nom s'est avéré plus tard (2002) appartenir à une espèce déjà décrite par Gray en 1874 à partir d'une mandibule trouvée dans l'île Pitt en 1872 (Mesoplodon traversii).

### Nouvelles sous-espèces (1995)
- Macaque de Siberut (Macaca pagensis siberu Fuentes et Olson, 1995)
- Trachypithecus auratus ebenus (Brandon-Jones, 1995) (►Wikispecies)

### Espèces fossiles et subfossiles décrites en 1995
- Yarala burchfieldi Muirhead & Filan, 1995

Marsupial péramèlomorphe yaralidé découvert en Australie.
- Chilecebus carrascoensis Flynn et al., 1998

Cébidé.